# Abecazes
Os abecazes, abecásios ou abecázios (em abecásio: Аҧсуа, Apswa) são um grupo étnico caucasiano da Abecásia, região pertencente à Geórgia. Grande parte da diáspora abecásia vive na Turquia. Esta diáspora teve origem na emigração do Cáucaso, no século XIX, conhecida por muhajirismo (do árabe muhājir , "emigrante"). Vários abecásios vivem igualmente noutras partes da antiga União Soviética, particularmente na Rússia, no Casaquistão e na Ucrânia.

## História
Alguns estudiosos consideram a antiga tribo dos Henioqui como os progenitores dos abecásios. Este povo belicoso entrou em contato com os gregos antigos através das colônias de Dioscúrias e Pitiunta. No período romano, os Abasgos são mencionados como habitantes da região. Esses abasgos (abecásios) foram descritos por Procópio como belicosos, adoradores de três divindades e sob a suserania do Reino da Lázica. A visão abecásia é que os Apsilas e Abasgos são ancestrais do grupo de povos abecásio-adiguês, enquanto a visão georgiana é que eram Colcos (cartvelianos ou georgianos).

Bagrat III da Geórgia, rei do Reino da Abecásia no século XI

Lázica foi um reino vassalo do Império Bizantino durante a maior parte de sua existência. Posteriormente, foi estabelecido o Reino da Abecásia, e a região tornou-se parte do mundo cultural georgiano. A nobreza local, o clero e a classe educada utilizavam o georgiano como língua da literatura e da cultura. Do início do século XI ao século XV, a Abecásia foi parte da monarquia georgiana, mas depois tornou-se um Principado da Abecásia, apenas para ser conquistado pelos otomanos.
No final do século XVII, a região tornou-se um teatro de comércio de escravos e pirataria generalizada. De acordo com uma teoria controversa desenvolvida por Pavle Ingorokva na década de 1950, naquela época várias tribos pagãs Abaza norocaucasianas migraram do norte e se misturaram aos elementos étnicos locais, alterando significativamente a situação demográfica da região. Essas visões foram descritas como etnocêntricas e com pouco apoio histórico.

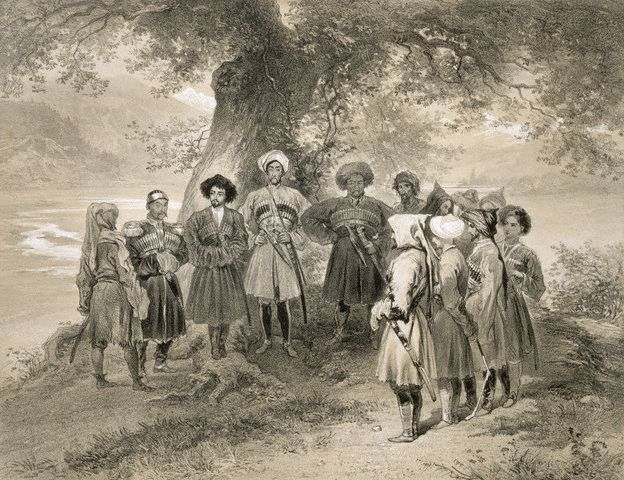
Menina abecásia em 1881

A conquista russa da Abecásia, entre as décadas de 1810 e 1860, foi acompanhada por uma expulsão em massa dos abecásios muçulmanos para o Império Otomano e pela introdução de uma forte política de russificação. Como resultado, estima-se que a diáspora abecásia atualmente seja pelo menos duas vezes maior que o número de abecásios que residem na Abecásia. A maior parte da diáspora agora vive na Turquia, com estimativas variando de 100 000 a 500 000, com grupos menores na Síria (5 000 – 10 000) e Jordânia. Nos últimos anos, alguns desses migraram para o Ocidente, principalmente para Alemanha (5 000), Países Baixos, Suíça, Bélgica, França, Reino Unido, Áustria e Estados Unidos (principalmente para Nova Jérsei).

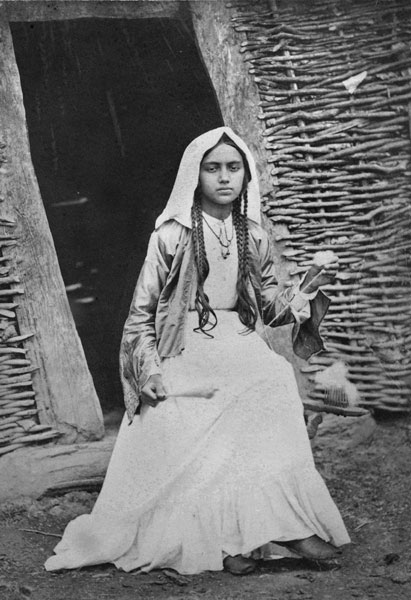
As terras dos abecásios/abazas e seus vizinhos no início do século XIX

Após a Revolução Russa de 1917, a Abecásia fez parte da República Democrática da Geórgia, mas foi conquistada pelo Exército Vermelho em 1921 e eventualmente entrou na União Soviética como uma República Socialista Soviética associada à RSS da Geórgia. O status da Abecásia foi rebaixado em 1931, quando se tornou uma República Socialista Soviética Autônoma dentro da RSS da Geórgia. Sob Stálin, foi introduzida a coletivização forçada e a elite comunista local foi expurgada. Também foi incentivado o influxo de armênios, russos e georgianos para os crescentes setores agrícola e turístico, e as escolas abecásias foram brevemente fechadas. Em 1989, o número de abecásios era cerca de 93 000 (18% da população da república autônoma), enquanto a população georgiana era de 240 000 (45%). O número de armênios (15% de toda a população) e russos (14%) também cresceu substancialmente.
A Guerra na Abecásia de 1992–1993, seguida pela limpeza étnica dos georgianos na Abecásia, deixou os abecásios como uma pluralidade étnica de aproximadamente 45%, com russos, armênios, georgianos, gregos e judeus compondo a maior parte do restante da população da Abecásia. O censo de 2003 estabeleceu o número total de abecásios na Abecásia em 94 606. No entanto, os números demográficos exatos da região são contestados, e há números alternativos disponíveis. O presidente de fato da Abecásia, Sergey Bagapsh, sugeriu em 2005 que menos de 70 000 abecásios étnicos viviam na Abecásia.
No momento do Censo de 2011, 122.175 abecásios estavam vivendo na Abecásia. Eles representavam 50,8% da população total da república.
No decorrer do levantamento sírio, vários abecásios que viviam na Síria imigraram para a Abecásia. Em meados de abril de 2013, cerca de 200 sírios de descendência abecásia haviam chegado à Abecásia. Outros 150 estavam previstos para chegar até o final de abril. A liderança abecásia afirmou que continuaria a repatriação dos abecásios que vivem no exterior. Em agosto de 2013, 531 abecásios haviam chegado da Síria, segundo o governo abecásio.

## Diáspora
Muitos circassianos muçulmanos, abecásias e chechenos migraram para o Império Otomano após revoltas contra o domínio russo. Acredita-se que a comunidade da Abecásia na Turquia seja maior do que a da própria Abecásia. Estima-se que cerca de 250 aldeias da Abecásia-Abaza estejam espalhadas em toda a Turquia. De acordo com Andrew Dalby, os falantes de abecásia podem ser mais de 100 000 na Turquia, entanto, o censo de 1963 registrou apenas 4 700 falantes nativos e 8 000 falantes secundários. Dos 15 000 abecásias étnicos na Turquia, apenas 4 000 falam a língua, o restante tendo sido assimilado pela sociedade turca. Em 2006, estima-se que 600 000 a 800 000 abkhazianos por descendência viviam na Turquia.